# Ivan Americano da Costa
Ivan Americano da Costa (Salvador, Bahia, 9 de maio de 1911 — 8 de março de 1998) foi um jurista brasileiro.

## Biografia
Filho do ex-prefeito de Salvador e Jequié, o Engenheiro José Americano da Costa e irmão do também ex-prefeito de Salvador e Professor Catedrático do Colégio Central da Bahia, Weldon Americano da Costa, o desembargador Ivan Americano deixou uma importante participação no universo jurídico baiano. Aos 16 anos ingressou na Faculdade Baiana de Direito; aos 21 já se tornara delegado. Trabalhou em diversas comarcas do interior, como Ilhéus, Maragogipe e Castro Alves, antes de ingressar no Ministério Público da Bahia como promotor. Alguns anos passados já se tornara desembargador e em meados dos anos 70 foi nomeado procurador-geral do estado da Bahia. Na mesma década, atuou também como secretário de segurança pública, no governo ACM.
Jurista renomado, Ivan Americano também era um grande poeta e escritor. A "Missa dos quatro séculos", poesia em homenagem aos 400 anos da cidade do Salvador é considerada sua obra-prima. Suas centenas de poesias, seu poliglotismo, seu latim impecável e memória incomum eram tão geniais que na década de 1970 se tornou um imortal ao ocupar a cadeira 19 da Academia de Letras da Bahia.
Ivan Americano também foi membro-fundador da Academia de Letras Jurídicas da Bahia, jutamente com juristas como Orlando Gomes, proporcionando um passo importante na evolução do cenário jurídico do estado e seu reconhecimento nacional.